# Di Tresette ce n'è uno, tutti gli altri son nessuno
Série
Lo chiamavano Tresette... giocava sempre col morto
(1973)
Pour plus de détails, voir Fiche technique et Distribution.
Di Tresette ce n'è uno, tutti gli altri son nessuno est un western spaghetti italien sorti en 1974 réalisé par Giuliano Carnimeo, sous le pseudonyme d'Anthony Ascott.
C'est une suite de Lo chiamavano Tresette... giocava sempre col morto.

## Synopsis
Tresette, accompagné du gros Bamby, s'intéresse à un butin volé. Dans sa course, il doit se protéger des bandits, de divers pistoleros, de membres du Ku Klux Klan, et de l'irréductible Veleno qui continue de le suivre. Il se tirera d'affaire grâce à quelques jeux de mots, à quelques farces, sans compter les baffes et les astuces. Il parviendra à s'en aller avec le butin, en laissant Veleno avec un gâteau d'anniversaire explosif, en mémoire de leur premier duel.

## Fiche technique
- Titre italien original : Di Tresette ce n'è uno, tutti gli altri son nessuno
- Genre : Comédie (cinéma), Western spaghetti
- Réalisateur : Giuliano Carnimeo (sous le pseudo d'Anthony Ascott)
- Scénario : Tito Carpi
- Production : Luciano Martino, pour Dania Film
- Photographie : Federico Zanni
- Montage : Eugenio Alabiso
- Musique : Alessandro Alessandroni
- Décors : Riccardo Domenici
- Costumes : Luciano Sagoni
- Maquillage : Pietro Tenoglio
- Pays :  Italie
- Année de sortie : 1974
- Durée : 88 minutes
- Distribution en Italie : Titanus

## Distribution
- George Hilton : Tresette
- Cris Huerta : Bamby
- Riccardo Garrone : Frisco Joe
- Umberto D'Orsi : directeur de l'asile
- Gino Pagnani : Dr Adams
- Nello Pazzafini : chef des "Menoni"
- Dante Maggio : Drakeman
- Enzo Maggio : Frank Faina
- Renato Baldini : directeur de la banque
- Memmo Carotenuto : Letto
- Tony Norton : Veleno